# René Stourm
Pour les articles homonymes, voir Stourm.
René Stourm, né le 13 septembre 1837 à Paris où il est mort le 24 décembre 1917, est un historien des finances et administrateur français.

## Biographie

### Jeunesse et études
Fortunat René Stourm est le fils d'Augustin African Stourm, député de l'Aube sous la monarchie de Juillet, puis sénateur de l'Aube sous le Second Empire.
René Stourm étudie au collège de Juilly, puis suit des études de droit. Il obtient une licence de droit.
En 1865 il épouse Louise Lefébure de Fourcy, fille de Charles Lefébure de Fourcy et petite-fille d'Étienne-Louis Lefébure de Fourcy. Ils ont ensemble plusieurs enfants : le sénateur Charles Stourm, Marie-Gabriel Stourm, Marie Nathalie Pauline Stourm, Marie Joseph Louis Stourm, Marie Charlotte Hélène Ferdinande Stourm et Renée Marie Berthe Stourm (1876-1956), qui sera elle-même la mère du physicien Louis Leprince-Ringuet. Il est également le grand-père de Mgr René-Louis Stourm. Il est un proche de Léon Say.

### Parcours professionnel
En 1861, René Stourm devient inspecteur des finances. Il est ensuite nommé attaché au secrétariat général du ministère des Finances. En 1867, il est nommé sous-chef de cabinet du ministre des finances Pierre Magne, et conserve ce poste jusqu'en 1870.
Sous la IIIe République, il est nommé chef de bureau, chargé des travaux statistiques et des études de législation comparée, puis administrateur des contributions indirectes, sous l'autorité de Paul Audibert.
En 1896, il est élu membre de l’Académie des sciences morales et politiques, dont il devient secrétaire perpétuel en 1913. Publiant des ouvrages remarqués sur les finances publiques, il est considéré comme l'un des plus grands experts de son temps sur le sujet.

### Parcours professoral
En 1885, il est recruté par Émile Boutmy pour occuper la chaire des finances publiques à l’École libre des sciences politiques. Il succède à ce poste à Paul Leroy-Beaulieu et Léon Say. Il enseigne notamment à Paul Claudel, auquel il donne la pire note de sa scolarité. Le cours qu'il dispense à Sciences Po est publié sous forme de livre, sous le titre de Cours de finances : le budget. Il cesse d'enseigner en 1916.

## Prises de positions
René Stourm s'oppose fermement tout au long de sa carrière à l'impôt progressif ainsi qu'à l'augmentation des dépenses publiques, qu'il voit comme précurseure au socialisme.

## Récompenses
Officier de la Légion d'honneur (29 décembre 1910)

## Ouvrages
- Les Origines du système financier actuel [extrait de la Revue de France], Paris, Imprimerie de la société anonyme de publications périodiques, 1880, 88 p. Texte en ligne
- Les Finances de l’Ancien Régime et de la Révolution, origines du système financier actuel, Paris, Guillaumin, 1882, 2 vol. prix Thérouanne en 1886
- L’Impôt sur l’alcool dans les principaux pays, Paris, Berger-Levrault, 1886, 211 p.
- Cours de finances : Le Budget, son histoire et son mécanisme, Paris, Guillaumin, 1889, III- 655 p.
- Systèmes généraux d’impôts, Paris, Guillaumin, 1893, XV-415 p. Texte en ligne
- Bibliographie historique des finances de la France du XVIIIe siècle, Paris, Guillaumin, 1895, III-341 p. Texte en ligne
- Le système français d'impôts [extrait de la Revue de Paris, 15 mai 1897], Paris, impr. de Chaix, 1897, 22 p.
- Les Finances françaises, 2e éd, Paris, Comité de défense et de progrès social, Conférence n° 23 [extrait de La Réforme sociale], 1898, 21 p.
- Histoire financière du Consulat, Paris, Guillaumin, 1902, 363 p.

## Sources
- Michel Margairaz, Dictionnaire historique des inspecteurs des Finances 1801-2009, 2014